# Taraxacum caudatuliforme
Taraxacum caudatuliforme — вид квіткових рослин з родини айстрових (Asteraceae). Вид зростає в Європі: Польща, Італія; це багаторічна рослина помірних біомів.